# Немчик, Анджей
Анджей Немчик (пол. Ryszard Andrzej Niemczyk, 16 января 1944, Лодзь — 2 июня 2016, Варшава) — польский волейболист и волейбольный тренер, под его руководством женская сборная Польши дважды становилась чемпионом Европы, в 2003 и 2005 годах.

## Спортивная биография
Родился в Лодзи во время Второй мировой войны. В детстве занимался волейболом, баскетболом, футболом и настольным теннисом. Определился с выбором в пользу волейбола, его первым тренером был Богуслав Тылиньский. Играл на позиции связующего, выступал за клубы «Сполем» и «Анилана» из Лодзи, затем за «Сталь» из города Мелец. Завершил карьеру волейболиста в середине 1960-х годов, и приступил к тренерской деятельности. Окончил Академию физической культуры в Варшаве.
Начал свою тренерскую деятельность в клубе «Сталь», где занимался подготовкой юниорской команды. Но вскоре решил работать с женскими командами. В частности, тренировал женскую волейбольную команду ХКС (пол. (ChKS), Chojeński Klub Sportowy), представляющую район Лодзи Хойены. Под его руководством клуб добился права выступать в высшей лиге польского чемпионата в сезоне 1974/75, и в следующем сезоне 1975/76 команда выиграла национальное первенство.
В 1975—1977 годах возглавлял женскую сборную Польши. На чемпионате Европы 1975 года в Югославии его подопечные заняли седьмое место, а спустя два года - в Финляндии стали четвертыми. Однако он не смог смириться с упущенной бронзовой медалью и ушёл с поста главного тренера национальной команды.
В 1981—1989 годах в качестве главного тренера возглавлял женскую сборную ФРГ, лучшими достижениями которой стали 5-е место на чемпионате Европы в 1983 году и участие сборной на летних Олимпийских играх в Лос-Анджелесе (1984), где команда заняла 6-е место.
Также тренировал в ФРГ клубы «Лоххоф» (Унтершлайсхайм, Мюнхен) (1981—1993) и «Шарлоттенбург» (Берлин) (1993—1996). С «Лохохфом» шесть раз становился чемпионом ФРГ и четыре раза выиграл Кубок ФРГ. С «Шарлоттенбургом» дважды выиграл Кубок ФРГ.
С 1996 года работал в Турции с командами «Вакыфбанк» (1996—1999) и «Эджзаджибаши» (1999—2001). Трижды приводил своих подопечных к званию чемпионок Турции с «Вакыфбанком» и один раз — с «Эджзаджибаши».
В 2003 году вернулся на родину, чтобы спустя почти 26 лет снова возглавить национальную женскую сборную Польши. 28 апреля он был утверждён главным тренером сборной, сменив на этом посту Збигнева Кшижановского. В сентябре 2003 года Польша завоевала золотые медали на чемпионате Европы, проходившем в Турции, а спустя два года повторила золотой успех на чемпионате Европы в Хорватии. 
Однако сборная не смогла пройти отбор на Олимпиаду 2004 в Афинах, и крайне неудачно выступила на Гран-При 2006, после которого Анджей Немчик покинул пост главного тренера. 6 сентября его сменил Иренеуш Клос. 10 декабря 2006 года волейболистки сборной опубликовали открытое письмо, в котором просили Польский волейбольный союз рассмотреть возможность возвращения Анджея Немчика на пост тренера сборной. Однако не вернулся к сборной страны, и больше не занимался тренерской деятельностью.
С 2007 года был членом наблюдательного совета футбольного клуба «Видзев» (Лодзь).
В марте 2006 года объявил о проблемах со здоровьем связанных с онкологией, выявленных в 2005 году. Проходил лечение в Германии. Скончался от рака легких 2 июня 2016 года в Варшаве, похоронен в Лодзи.

## Личная жизнь
Анджей Немчик был трижды женат. 
- Первая жена — Барбара Хермель-Немчик[пол.], волейболистка сборной Польши в 1964—1976-х годах, бронзовая медалистка Олимпиады 1968 года в Мехико, расстались в 1977 году.[3]
- Вторая жена — фиктивный брак заключённый Немчиком с гражданкой Австрии, что бы иметь возможность работать и проживать в ФРГ.[3]
- Третья жена — Зигрид Немчик, немецкая волейболистка «Лоххофа» Мюнхен, младше мужа на 17 лет, также развод.[3]

Дочери
- Малгожата Немчик[пол.] (1969 г.р.) — польская волейболистка, игрок сборной в 1991—2004 годах, чемпионка Европы 2003 года. Её мать Барбара Хермель.
- Кинга Мацулевич[пол.] (1978 г.р.) — польская и французская волейболистка, игрок сборной Франции в 1994—2011 годах. Её мать волейболистка Кристина Мёдушинская-Мацулевич[пол.]. Анджей Немчик её биологический отец, но не принимал участие в воспитании дочери.[4]
- Саския Немчик (1987 г. р.) — немецкая волейболистка, выступала за сборную Баварии, дочь Зигрид и Анджея Немчик.
- Наташа Немчик[нем.] (1990 г.р.) — немецкая волейболистка, выступает в пляжном волейболе, также играла за «Лоххоф» и сборную Баварии, дочь Зигрид и Анджея Немчик.

## Награды

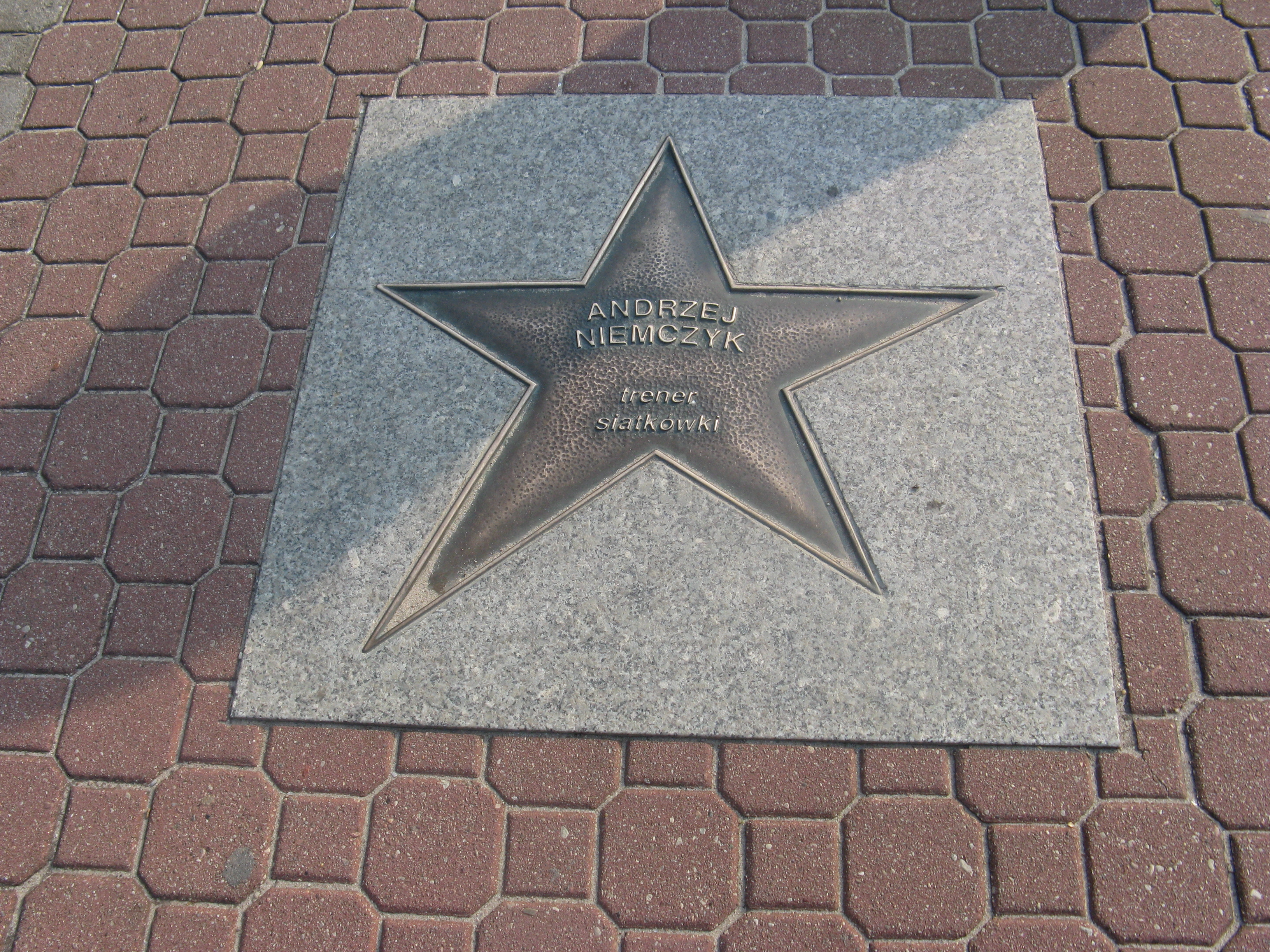
Звезда Анджея Немчика на Аллее Звёзд спорта в городе Владыславово

- Офицерский крест ордена Возрождения Польши (2005)[5]
- Командорский крест ордена Возрождения Польши (2016, посмертно)[6]
- «Łodzianin Roku» — в 2005 году по опросу СМИ Лодзи был признан горожанином года.
- Звезда на Аллее Звёзд спорта в городе Владыславово.